# Nannopodidae
Nannopodidae é uma família de copépodes pertencentes à ordem Harpacticoida.
Géneros:
- Acuticoxa Huys & Kihara, 2010
- Concilicoxa Kim & Lee, 2020
- Doolia Lee, 2020
- Huntemannia Poppe, 1884
- Ilyophilus
- Laophontisochra George, 2002
- Nannopus Brady, 1880
- Pontopolites Scott, 1894
- Rosacletodes Wells, 1985
- Talpacoxa Corgosinho, 2012